# Рогачёвское благочиние
Рогачёвское благочиние — округ Сергиево-Посадской епархии Русской православной церкви, объединяющий 28 приходов в Дмитровском городском округе Московской области.
Благочинный округа — священник Сергий Сафронов, настоятель Никольского собора в селе Рогачёво.
Учреждён 26 июля 2011 года путём выделения из Дмитровского благочиния.
После выделения Рогачёвского благочиния и Яхромского благочиния из Дмитровского границы Дмитровского благочиннического округа стали близки к Повельскому стану, Рогачёвского округа — к Каменскому стану, Яхромского — к Вышегородскому стану Дмитровского уезда.

## Храмы благочиния
Деревня Абрамцево

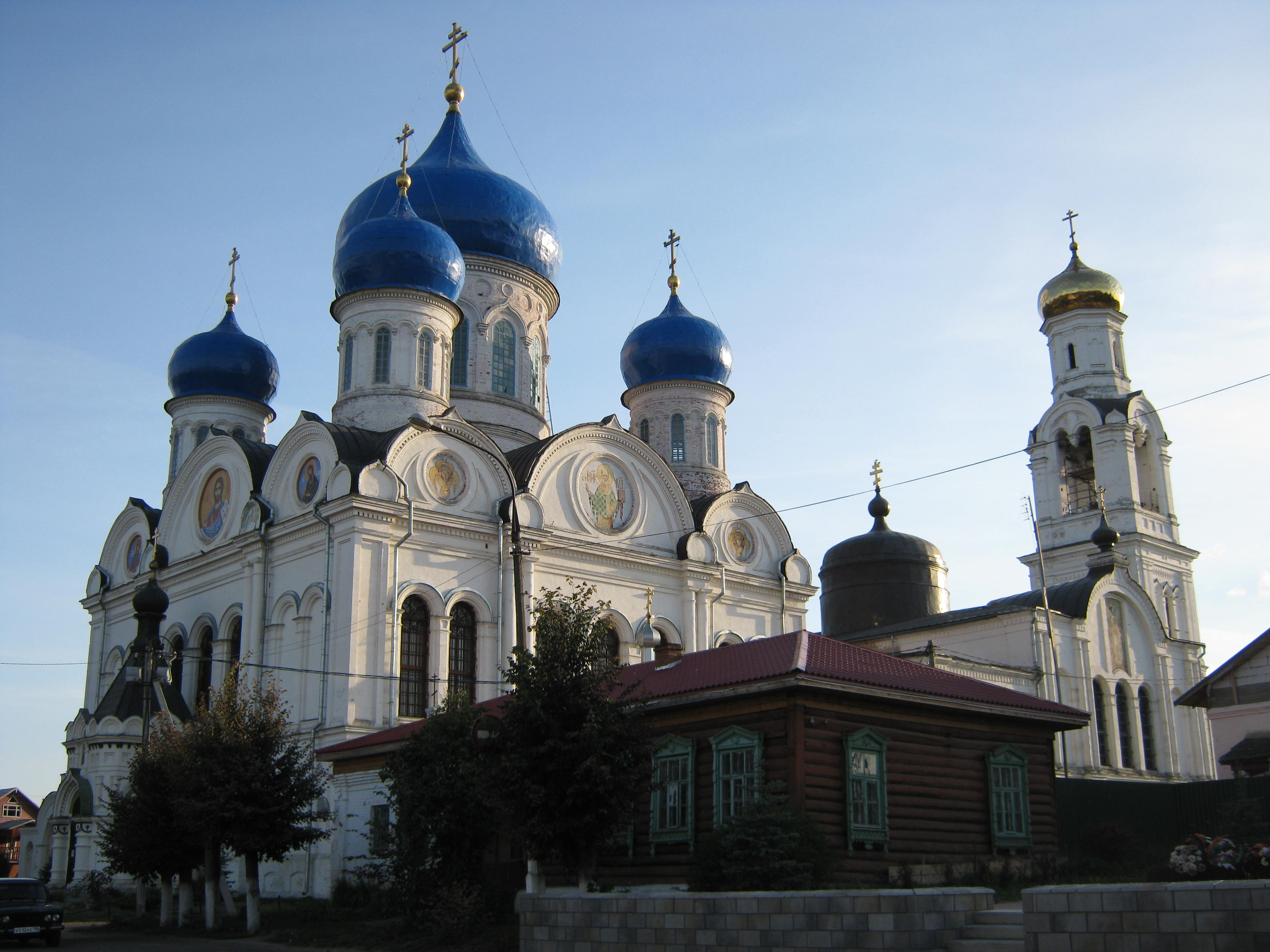
Никольский собор в селе Рогачёво

- церковь Пресвятой Живоначальной Троицы

Село Белый Раст
- церковь Михаила Архангела

Село Ведерницы
- Церковь Спасителя, исцелившего расслабленного

Село Глухово
- Тихвинская церковь

Деревня Говейново
- Церковь Рождества Богородицы

Посёлок дома отдыха «Горки»
- Никольский храм

Деревня Гульнево
- Церковь Рождества Богородицы

Село Ивановское

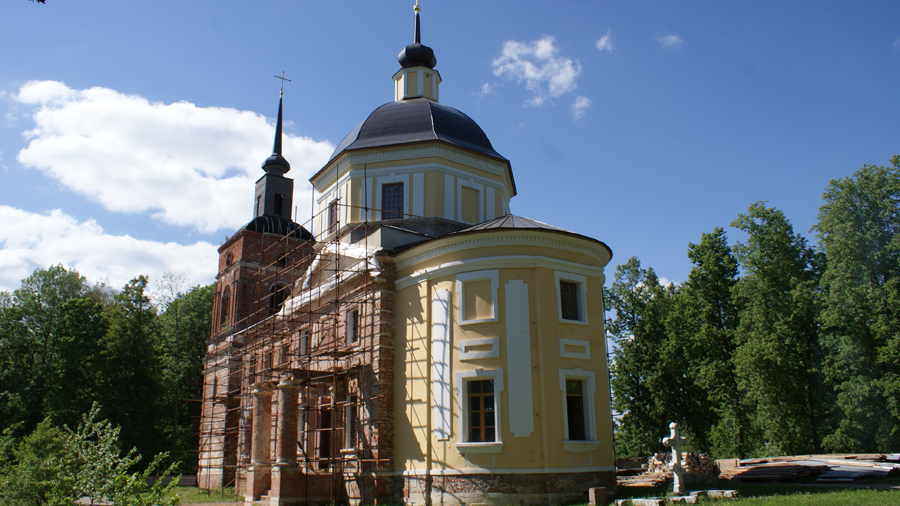
Храм святителя Николая в селе Подъячево

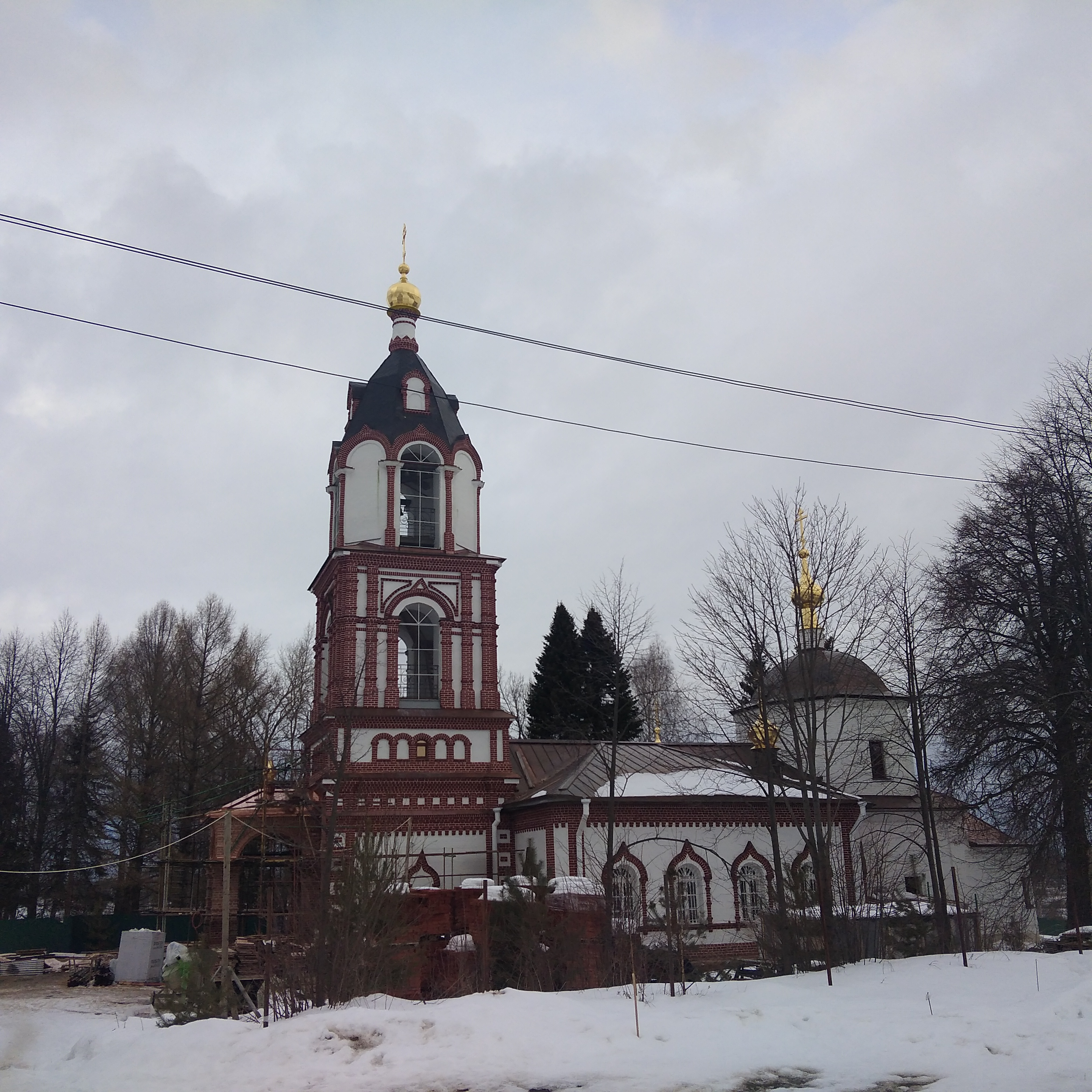
Церковь Обновления храма Воскресения в селе Карпово

- церковь иконы Всех скорбящих радость

Село Карпово
- церковь Обновления храма Воскресения

Село Куликово
- церковь Покрова Богородицы

Деревня Матвейково
- церковь Иконы Божией Матери Знамение

Село Озерецкое
- Никольская церковь
- храм Покрова Божией Матери
- храм Рождества Богородицы

Село Ольгово
- Введенская церковь

Деревня Пантелеево
- Троицкая церковь

Село Подмошье
- Никольский храм

Село Подъячево
- Церковь святителя Николая

Село Покровское
- Покровский храм

Деревня Раменье
- Вознесенская церковь

Село Рогачево
- Никольский собор

Село Синьково
- Ильинская церковь

Деревня Спас-Каменка
- Преображенская церковь

Село Трехсвятское
- Казанская церковь

Село Турбичево
- Троицкая церковь

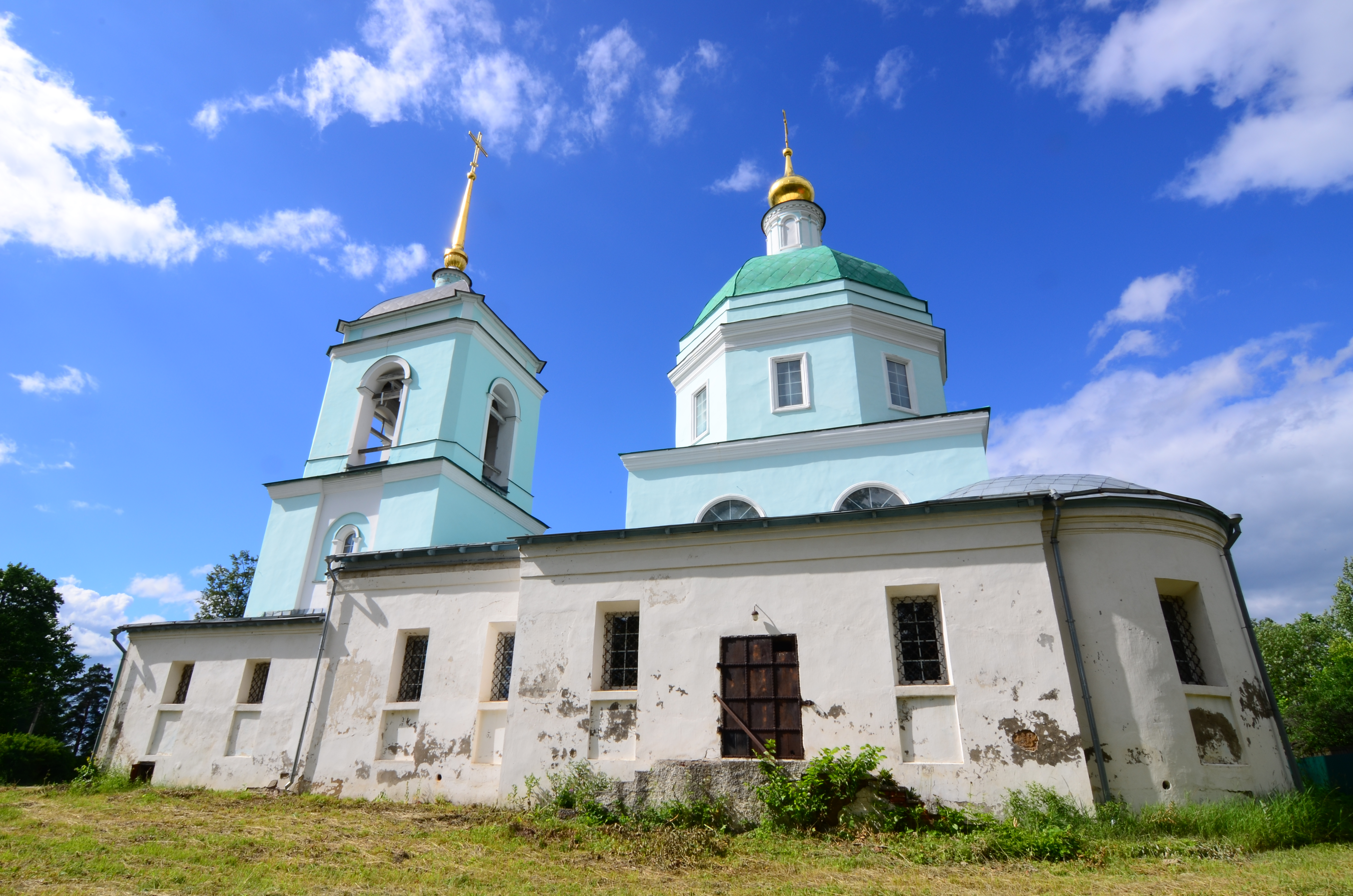
Введенская церковь в селе Ольгово

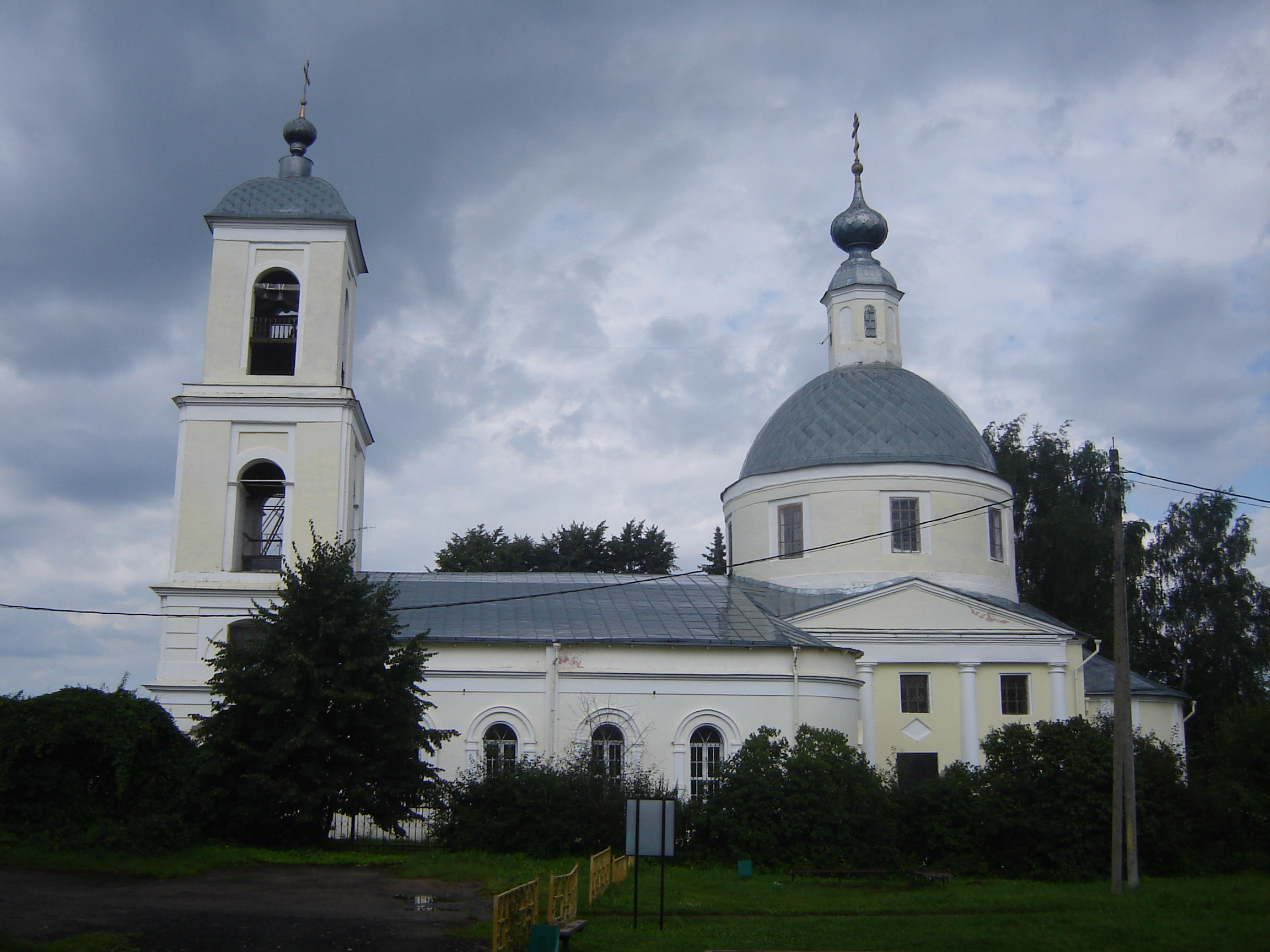
Ильинская церковь в селе Синьково

- часовня иконы Божией Матери Казанская

Село Чернеево
- Смоленская церковь

Село Языково
- Иоанно-Предтеченский храм